# Perte de connaissance brève
Pour les articles homonymes, voir malaise.
Une perte de connaissance brève ou transitoire (ou malaise ou évanouissement dans le langage courant) est un type de perte de connaissance principalement caractérisé par le fait d'être transitoire. Il en existe plusieurs causes, cardiovasculaires, cérébrales, métaboliques ou toxiques.

## Diagnostic
Le diagnostic de perte de connaissance brève se fait à l'interrogatoire du patient et au mieux de l'entourage qui en aurait été témoin, rapportant un épisode caractéristique. Cet épisode est transitoire, d'installation rapide, de courte durée et de résolution spontanée. En fonction des antécédents, du contexte et des signes associés, la cause peut être approchée.

## Causes
Une perte de connaissance brève peut être en rapport avec des étiologies variées :
- une commotion cérébrale, due à un traumatisme crânien ;
- une syncope, due à une baisse de perfusion cérébrale ;
- une crise d'épilepsie ;
- un trouble métabolique sévère comme l'hypoxémie ou l'hypoglycémie ;
- une intoxication ;
- un accident ischémique transitoire vertébrobasilaire.

## Diagnostic différentiel
Une perte de connaissance brève doit être différenciée des cas de perte de connaissance transitoire apparents mais non réels comme :
- une cataplexie ;
- une pseudosyncope psychogénique ;
- un accident ischémique transitoire carotidien.

Lorsque la perte de connaissance est incomplète mais en rapport avec une baisse de perfusion cérébrale, il s'agit d'une lipothymie, aux symptômes analogues aux prodromes d'une syncope.

## Prise en charge
La prise en charge d'une perte de connaissance brève varie en fonction de la cause retrouvée.